# Sergueï Bitsaïev
Sergueï Vladimirovitch Bitsaïev (en russe : Сергей Владимирович Бицаев) est un aviateur soviétique, né le 15 mai 1922 et décédé le 22 mars 1962. Pilote de chasse et As de la Seconde Guerre mondiale, il fut distingué par le titre de Héros de l'Union soviétique.

## Carrière
Né le 15 mai 1922 à Digora, dans l'actuelle république d'Ossétie-du-Nord-Alanie, Sergueï Bitsaïev prit des cours de pilotage dans un aéroclub civil en 1939 et rejoignit les rangs de l'Armée rouge en 1941. Il fut breveté pilote au collège militaire de l'Air de Krasnodar.
La même année, il fut muté au 845.IAP (régiment de chasse aérienne), au sein duquel, en tant que leitenant (sous-lieutenant), il devint chef de zveno, c'est-à-dire chef de patrouille, et avec lequel il accomplit 263 missions de combat jusqu'à la fin de la guerre. Son unité faisait partie de la 264.IAD (division de chasse aérienne) rattachée au deuxième front biélorusse.
À l'issue de celle-ci il demeura dans l'armée et prendre sa retraite comme major (commandant) en  1960. Il est décédé le 22 mars 1962 à Ordjonikidze, en RSSA d'Ossétie du Nord.

## Palmarès et décorations

### Tableau de chasse
Sergueï Bitsaïev est crédité de 16 victoires homologuées, toutes individuelles, obtenues au cours de 263 missions et de 84 combats aériens.

### Décorations
- Héros de l'Union soviétique le 18 avril 1945 (médaille no 8221) ;
- Ordre de Lénine ;
- Deux fois décoré de l'ordre du Drapeau rouge ;
- Ordre de la Guerre patriotique de 1re et 2e classe ;
- Ordre de l'Étoile rouge.